# Floorball-Club München
Der Floorball-Club München ist ein deutscher Floorballverein.

## Spielbetrieb

### Herren
Die Herrenmannschaft des FBC München spielt in der Floorball-Bundesliga.
Seit der Saison 2014/2015 spielen die Herren ausschließlich auf dem Großfeld. Nach dem knapp verpassten Aufstieg 2017 konnte im Jahr darauf der Aufstieg in der 2. Bundesliga gefeiert werden. 2022/23 konnte der FC Stern souverän ihre 2. Liga-Staffel gewinnen und wurde in den Play-offs ohne Niederlage Zweitligameister. Dadurch spielt der Verein in der Saison 2023/24 zum ersten Mal in der 1. Herren-Bundesliga.

#### Damen
Die Damenmannschaft spielte 2015 bis 2017 in der österreichischen Bundesliga in den Final-4s. 2017 holte sie den Titel. Von 2017 bis 2019 spielte sie in der neuformierten deutschen 1. Bundesliga ehe man sich zurückzog. In der Saison 2021/21 kehrte man als SG Stern München/Sportfreunde Puchheim zurück. Nach einer weiteren Saison als SG, zog sich die Damenmannschaft nach der Saison 2022/23 als Tabellenletzter in die neue 2. Bundesliga wieder zurück. Seit der Saison 2024/25 spielen sie in der W-IFL gegen Mannschaften aus Österreich.
Jugend
Nationale Erfolge
- U13 wurde 2019 und 2022 Deutscher Meister bei der Kleinfeld-DM und konnte 2023 den Titel erfolgreich verteidigen.
- U15 wurde 2019 und 2022 Vize-Deutscher Meister auf dem Kleinfeld. 2024 gelang der Mannschaft das Double, indem sie sowohl die Großfeld- als auch die Kleinfeld-DM gewann.
- U17 erreichte 2022 die Vize-Meisterschaft bei der Großfeld-DM.

Regionale Erfolge
- U9 wurde 2013, 2018, 2019, 2023 und 2024 Bayerischer Meister auf dem Kleinfeld.
- U11 gewann den Titel sechsmal, darunter in vier der letzten fünf Jahre (2011, 2017, 2019, 2020, 2023 und 2024).
- U13 wurde 2018, 2019, 2022 und 2023 Bayerischer Meister auf dem Kleinfeld sowie Süddeutscher Meister in den Jahren 2019, 2022, 2023 und 2024.
- U15 gewann auf dem Kleinfeld die Bayerische Meisterschaft 2023 und 2024 und sicherte sich in denselben Jahren den Titel des Süddeutschen Meisters.

## Chronologie
Seit dem 1. Januar 2024 ist der Floorball-Club München ein eigenständiger Verein. Er geht aus der Floorballsparte des FC Stern München hervor.